# Artéria ovárica
A artéria ovárica vasculariza o ovário e a tuba uterina. Origina-se da parte abdominal da aorta. Se divide em ramo ovárico e ramo tubário.